# منطقة سحيلا
منطقة سحيلا هي المنطقة التى تفصل إقليم كردستان عن العراق، وهي موقع تمركز قبيلة الموسى رش حاليًا، اشتهرت هذى المنطقة خلالملحمة سحيلا حيث تَصدت قوات بيشمركة الى النفوذ الإيرانية خلال الحشد الشعبي الإيراني، ومنعت دخولها الى الإقليم.